# Päpstlicher Rat der Seelsorge für die Migranten und Menschen unterwegs
Der Päpstliche Rat der Seelsorge für die Migranten und Menschen unterwegs (lateinisch Pontificium Consilium de Spirituali Migrantium atque Itinerantium Cura) wurde am 19. März 1970 durch das Motu Proprio Apostolicae Caritatis Pauls VI. als Päpstliche Kommission errichtet und am 28. Juni 1988 in den Rang eines Päpstlichen Rates erhoben. Zum 1. Januar 2017 wurde der Rat aufgelöst.

## Aufgaben
Die Aufgabe des Rates war die „Seelsorge an den Menschen unterwegs“. Dies betraf

„Migranten, Verbannte, Flüchtlinge, Fischer und Seeleute, Flugreisende, im Straßenverkehr Beschäftigte, Zigeuner, Circusleute und Schausteller, Pilger und Touristen, wie auch alle Gruppe von Personen, die aus verschiedenen Gründen von dem Phänomen der menschlichen Mobilität betroffen sind, wie ausländische Studenten, Arbeiter und Techniker, die aus Berufsgründen oder wegen wissenschaftlicher Forschungen auf internationaler Ebene, sich von einem Land ins andere begeben müssen.“

Papst Franziskus verfügte am 17. August 2016 mit dem Motu Proprio Humanam progressionem die Auflösung des Rates zum 1. Januar 2017. Die bisherigen Zuständigkeiten des Rates wurden von diesem Zeitpunkt an vom neuerrichteten Dikasterium für die ganzheitliche Entwicklung des Menschen übernommen, dessen Leitung der Papst dem bisherigen Präsidenten des Päpstlichen Rates für Gerechtigkeit und Frieden, Peter Kardinal Turkson übertrug.

## Präsidenten
- 1970–1982: Emanuele Clarizio
- 1986–1998: Giovanni Kardinal Cheli
- 1998–2006: Stephen Fumio Kardinal Hamao
- 2006–2009: Renato Raffaele Kardinal Martino
- 2009–2016: Antonio Maria Kardinal Vegliò

## Sekretäre
- Giulivo Tessarolo CS (1963–1969)
- József Zágon (1970–1975)
- Silvano Maria Tomasi CS (27. Juni 1989 – 27. Juni 1996)
- Francesco Gioia OFMCap (8. Juli 1996 – 25. Juli 2001)
- Agostino Marchetto (6. November 2001 – 25. August 2010)
- Joseph Kalathiparambil (22. Februar 2011 – 31. Oktober 2016)

## Untersekretäre
- Pietro Fantò (1971–1986)
- Peter Paul Prabhu (1987 – 13. November 1993)
- Giuseppe De Andrea (1994 – 2. Dezember 1999)
- Michael August Blume SVD (6. April 2000 – 24. August 2005)
- Novatus Rugambwa (28. Juni 2007 – 6. Februar 2010)
- Gabriele Ferdinando Bentoglio, (6. Mai 2010 – 31. Dezember 2016)

## Mitglieder (Stand bei Auflösung des Rates)
- Daniel DiNardo
- Antoine Audo
- Adam Joseph Maida
- Keith Patrick O’Brien
- Stephen Fumio Hamao
- Paul Hinder
- Renato Raffaele Martino
- Lucio Andrice Muandula
- Béchara Pierre Raï
- Luis Antonio Tagle

## Konsultoren (Stand bei Auflösung des Rates)
- Cyril Vasiľ
- Brigitte Proksch
- Marco Impagliazzo